# Sekundærrute 463
De Sekundærrute 463 is een secundaire weg in Denemarken. De weg loopt van Billum naar Esbjerg. De Sekundærrute 463 loopt door Zuid-Denemarken en is ongeveer 18 kilometer lang.